# Mistrovství Evropy v boxu 2017
XXXXII. mistrovství Evropy v boxu proběhlo v Charkovu, Ukrajina ve dnech 16. až 24. června 2017. Organizátorem turnaje mistrovství Evropy byla  European Boxing Confederation (EUBC).

## Česká stopa
Trenéři reprezentace: Michal Soukup, Jiří Kotiba
Na mistrovství Evropy startovali za Česko 3 boxeři:
- −64 kg: Erik Agateljan (* 1995) z SKP Sever Ústí nad Labem
- −69 kg: Zdeněk Chládek (* 1990) z SKP Sever Ústí nad Labem
- −75 kg: Vitalij Bojko (* 1994) z Pražského rohovníka

## Výsledky
| Muži   | Zlato                   | Stříbro                     | Bronz                       | Bronz                  |
| ------ | ----------------------- | --------------------------- | --------------------------- | ---------------------- |
| –49 kg | Vasilij Jegorov (RUS)   | Galal Yafai (ENG)           | Jevgenij Kormilčik (BLR)    | Samuel Carmona (ESP)   |
| –52 kg | Daniel Asenov (BUL)     | Niall Farrell (ENG)         | Brendan Irvine (IRL)        | Dmytro Zamotajev (UKR) |
| –56 kg | Peter McGrail (ENG)     | Mykola Bucenko (UKR)        | José Quiles (ESP)           | Kurt Walker (IRL)      |
| –60 kg | Jurij Šestak (UKR)      | Gabil Mamedov (RUS)         | Callum French (ENG)         | Pavlo Iščenko (ISR)    |
| –64 kg | Ovanes Bačkov (ARM)     | Lukas McCormack (ENG)       | Evaldas Petrauskas (LTU)    | Mateusz Polski (POL)   |
| –69 kg | Abbas Baraou (GER)      | Patrick McCormack (ENG)     | Jevhen Barabanov (UKR)      | Vasile Belous (MDA)    |
| –75 kg | Oleksandr Chyžňak (UKR) | Kamran Šachsuvarly (AZE)    | Salvatore Cavallaro (ITA)   | Zoltán Harcsa (HUN)    |
| –81 kg | Joseph Ward (IRL)       | Muslim Gadžimagomedov (RUS) | Valentino Manfredonia (ITA) | Damir Plantić (CRO)    |
| –91 kg | Jevgenij Tiščenko (RUS) | Chevon Clarke (ENG)         | Paul Omba-Biongolo (FRA)    | Roy Korving (NED)      |
| +91 kg | Viktor Vychryst (UKR)   | Frazer Clarke (ENG)         | Djamili Aboudou (FRA)       | Maxim Babanin (RUS)    |

## Medailová bilance
V boxu se rozdělilo celkem 10 sad medailí.
| Pořadí | Stát              |       | Muži    | Muži  | Muži | Celkem |
| Pořadí | Stát              | Zlato | Stříbro | Bronz |      | Celkem |
| ------ | ----------------- | ----- | ------- | ----- | ---- | ------ |
| 1.     | Ukrajina (UKR)    |       | 3       | 1     | 2    | 6      |
| 2.     | Rusko (RUS)       |       | 2       | 2     | 1    | 5      |
| 3.     | Anglie (ENG)      |       | 1       | 6     | 1    | 8      |
| 4.     | Irsko (IRL)       |       | 1       | 0     | 2    | 3      |
| 5.     | Bulharsko (BUL)   |       | 1       | 0     | 0    | 1      |
| 5.     | Arménie (ARM)     |       | 1       | 0     | 0    | 1      |
| 5.     | Německo (GER)     |       | 1       | 0     | 0    | 1      |
| 8.     | Ázerbájdžán (AZE) |       | 0       | 1     | 0    | 1      |
| 9.     | Španělsko (ESP)   |       | 0       | 0     | 2    | 2      |
| 9.     | Itálie (ITA)      |       | 0       | 0     | 2    | 2      |
| 10.    | Francie (FRA)     |       | 0       | 0     | 2    | 2      |
| 12.    | Bělorusko (BLR)   |       | 0       | 0     | 1    | 1      |
| 12.    | Litva (LTU)       |       | 0       | 0     | 1    | 1      |
| 12.    | Izrael (ISR)      |       | 0       | 0     | 1    | 1      |
| 12.    | Polsko (POL)      |       | 0       | 0     | 1    | 1      |
| 12.    | Moldavsko (MDA)   |       | 0       | 0     | 1    | 1      |
| 12.    | Maďarsko (HUN)    |       | 0       | 0     | 1    | 1      |
| 12.    | Chorvatsko (CRO)  |       | 0       | 0     | 1    | 1      |
| 12.    | Nizozemsko (NED)  |       | 0       | 0     | 1    | 1      |
| Celkem | Celkem            |       | 10      | 10    | 20   | 40     |